# ساساكي روي
ساساكي روي (باليابانية: 佐々木累؛ بالكانا: ささき るい) هي ساموراية يابانية، (و. القرن 17  م).